# Індійсько-пакистанські відносини
Індійсько-пакистанські відносини (англ. India–Pakistan relations, гінді भारत-पाकिस्तान संबंध, урду پاک بھارت تعلقات) — історичні та поточні двосторонні відносини між Республікою Індія та Ісламською Республікою Пакистан.

## Історія
Дві країни мають складні та здебільшого ворожі відносини, коріння яких сягає численних історичних і політичних подій, насамперед розділу Британської Індії в серпні 1947 року. Індійсько-пакистанський кордон є одним із найбільш мілітаризованих міжнародних кордонів у світі. Північна Індія та більшість сучасного Пакистану збігаються одна з одною з точки зору їхнього спільного індоарійського населення, рідною мовою якого є різноманітні індоарійські мови (переважно панджабі, сіндхі та гінді-урду).
Через два роки після Другої світової війни Сполучене Королівство офіційно розформувало Британську Індію, розділивши її на дві нові суверенні держави: домініон Індія та домініон Пакистан. Поділ колишньої британської колонії обернувся переміщенням до 15 млн осіб, а кількість загиблих, за оцінками, сягнула від кількох сотень тисяч до одного мільйона людей, оскільки маси індуїстів і мусульман мігрували в протилежних напрямках через лінію Редкліффа, щоб дістатися Індії та Пакистану відповідно.
У 1950 році Індія стала світською республікою з індуїстською більшістю населення та значною мусульманською меншістю. Трохи згодом, у 1956 році, Пакистан оформився як ісламська республіка з мусульманською більшістю населення та великою індуїстською меншиною; пізніше він втратив більшу частину свого індуїстського населення після поразки у визвольній війні 1971 року, яка привела до відокремлення Східного Пакистану та перетворення його на незалежну державу Бангладеш.
Хоча обидві країни невдовзі після офіційного оголошення своєї незалежності встановили повні дипломатичні відносини, їхні зв'язки швидко затьмарили взаємні наслідки розділу, а також поява суперечливих територіальних претензій щодо різних тубільних князівств, де найсерйознішою була суперечка щодо Джамму та Кашміру. З 1947 року Індія та Пакистан вели три великі війни та одну неоголошену війну, а також брали участь у численних збройних сутичках і військових протистояннях; Кашмірський конфлікт став каталізатором усіх воєн між двома державами, за винятком Індійсько-пакистанської війни 1971 року, яка натомість відбувалася в парі з визвольною війною у Бангладеш.
Були численні спроби поліпшити взаємини, зокрема саміт у Шімлі, саміт у Агрі та саміт у Лахорі, а також різноманітні ініціативи щодо миру та співпраці. Всупереч цим зусиллям відносини між цими державами залишаються холодними, супроводжуючись неодноразовими актами транскордонного тероризму. Згідно з опитуванням Всесвітньої служби Бі-Бі-Сі у 2017 році, лише 5% індійців сприймають вплив Пакистану позитивно, при цьому 85% висловлюють негативну точку зору, тоді як 11% пакистанців сприймають позитивно вплив Індії, а 62% висловлюють негативну думку. Відтоді Індія успішно відмежувалася від Пакистану та знайшла креативні способи й механізми, щоб у міжнародних справах обходити Пакистан або заганяти його в кут. «Мінімалістична залученість» дозволяє Індії зберігати «холодний мир» із Пакистаном та зосередитися на інших нагальних питаннях і стратегічних викликах.